# Neohybos luridus
Neohybos luridus är en tvåvingeart som först beskrevs av Mario Bezzi 1909.  Neohybos luridus ingår i släktet Neohybos och familjen puckeldansflugor. Inga underarter finns listade i Catalogue of Life.